# زیردریایی یو-۲۳۹
زیردریایی یو-۲۳۹ (به انگلیسی: German submarine U-239) یک زیردریایی بود که طول آن ۶۷٫۱ متر (۲۲۰ فوت ۲ اینچ) بود. این زیردریایی در سال ۱۹۴۲ ساخته شد.